# Colt's Manufacturing Company
La Colt's Manufacturing Company (CMC, anciennement Colt's Patent Firearms Manufacturing Company) est une entreprise américaine d'armes à feu basée à Hartford (Connecticut). Elle est fondée par Samuel Colt en 1855 après la faillite en 1842 de sa première entreprise, la Patent Arms Manufacturing of Paterson, à Paterson, New Jersey.

## Historique de la société

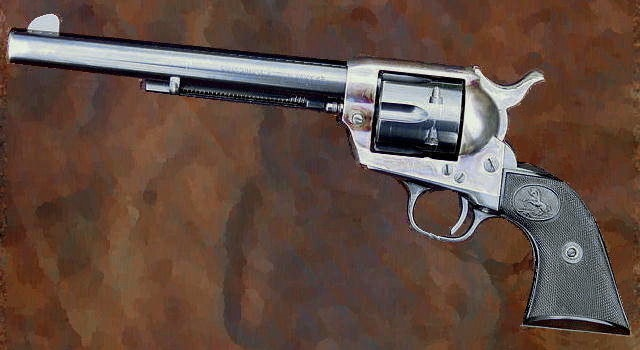
Colt Single Action Army de deuxième génération.

### XIXesiècle
Samuel Colt naît le 19 juillet 1814 à Hartford dans le Connecticut. En 1836, il dépose un brevet sur son revolver à barillet, le Colt Paterson. Il ouvre sa première usine à Paterson, dans le New Jersey, et fonde la Patent Arms Manufacturing of Paterson, qui opère jusqu'en 1842. En 1846, lors du déclenchement de la guerre américano-mexicaine, l'armée lui commande 1 000 exemplaires du Colt Walker, un revolver simple action qu'il a mis au point avec Samuel Hamilton Walker (en).
Samuel Colt fonde la Colt's Patent Firearms Manufacturing Company et ouvre une usine à Hartford. Il continue de fournir des revolvers aux forces armées, dont le Colt 1860 Army, vendu durant la guerre de Sécession. Atteint de fièvre rhumatismale, il meurt en 1862 à l'âge de 47 ans. L'entreprise survit à son fondateur grâce à une forte demande en armes à feu, entretenue par la conquête de l'Ouest. Le Colt Single Action Army, lancé en 1872, est lui aussi adopté par l'armée. Surnommé peacemaker (le pacificateur), il devient l'arme emblématique de cette époque.

### XXesiècle
L'entreprise collabore avec John Moses Browning et fabrique notamment le pistolet Colt M1911, utilisé par les forces armées américaines à partir de 1911, et le fusil mitrailleur Browning BAR M1918, qui entre en service durant la Première Guerre mondiale.
Durant la Seconde Guerre mondiale, Colt compte 15 000 employés.
Colt développe, à la fin des années 1960, un révolver destiné à armer les pilotes de lignes à une époque où les détournements d'avion sont nombreux : le Colt Shields tire des morceaux de craie frangibles à l'impact.
Au cours des années 1980, l'entreprise perd des contrats au profit de la concurrence. Les forces armées des États-Unis adoptent le Beretta 92 pour remplacer le Colt M1911. Le gouvernement signe un contrat avec la firme belge FN Herstal pour produire le fusil M16 sous licence. En 1992, Colt se place sous la protection de la loi américaine sur les faillites.
Deux ans plus tard, l'entreprise est rachetée pour 26 millions de dollars par Donald Zilkha, de la société d'investissement Zilkha & Co. Il réduit les effectifs à 600 personnes. Pour diriger la compagnie, il recrute Ron Stewart, un ancien cadre de l'industrie automobile. Zilkha cherche à acquérir d'autres fabricants d'armes. Il s'intéresse à FN Herstal, mais la vente est bloquée par le gouvernement belge. L'entreprise veut exploiter le concept de smart guns (armes dites intelligentes), seulement utilisables par leur propriétaire. En 1998, Ron Stewart est remplacé par Steven Sliwa, un scientifique ayant travaillé à la NASA.

### XXIesiècle
En 2003, Colt Defense LLC devient une entreprise indépendante et Colt Manufacturing Co. se concentre sur les ventes d'armes aux particuliers. En 2013, la firme est réunifiée lorsque Colt Defense fait l'acquisition de Colt Manufacturing pour 60 millions de dollars. Au cours des années 2010, Colt voit ses ventes décliner. Ses dettes approchent les 300 millions de dollars. L'entreprise continue de perdre des contrats, notamment la fabrication de la carabine M4 pour l'armée américaine. En juin 2015, Colt se place sous la protection de la loi américaine sur les faillites,. Elle est finalement rachetée début 2021 par la holding tchèque Česká zbrojovka Group, connue depuis avril 2022 sous le nom Colt CZ Group (en), pour 180 millions d'euros.

## Principaux produits

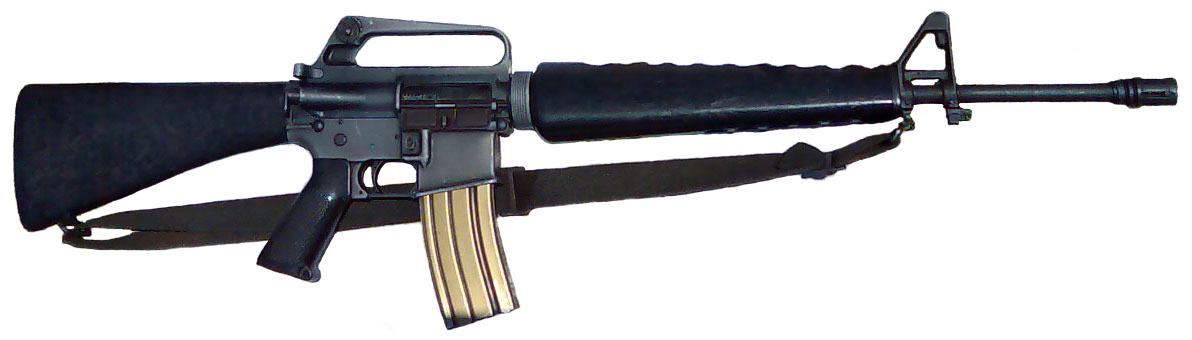
Un fusil d'assaut M16 A1.

L'entreprise est surtout connue pour la conception, la production et la commercialisation d'armes à feu. Quelques exemples :
- les revolvers Colt Paterson, Colt 1851, Colt 1860 Army, Colt 1861 Navy, Colt Single Action Army, Colt Anaconda, Colt Python , le Colt Cobra, le Colt Lawman, Colt Walker, le Colt King Cobra et le Colt Trooper ;
- les pistolets Colt M1911, Colt Double Eagle ;
- le fusil d'assaut M16 et le Colt CM901 (en) (Colt Modular, variante du M16 modifiable en fusil, fusil à lunette et fusil court) ainsi que d'autres versions raccourcies du M16, dont  le plus connu est le M4[10], [11];
- Colt a également produit sous licence le pistolet-mitrailleur Thompson et créera plus tard une version pistolet-mitrailleur du  M16  chambré en 9mm Parabellum, le Colt 635 SMG ;

## Collection (sélection) auMetropolitan Museum of Art, New York

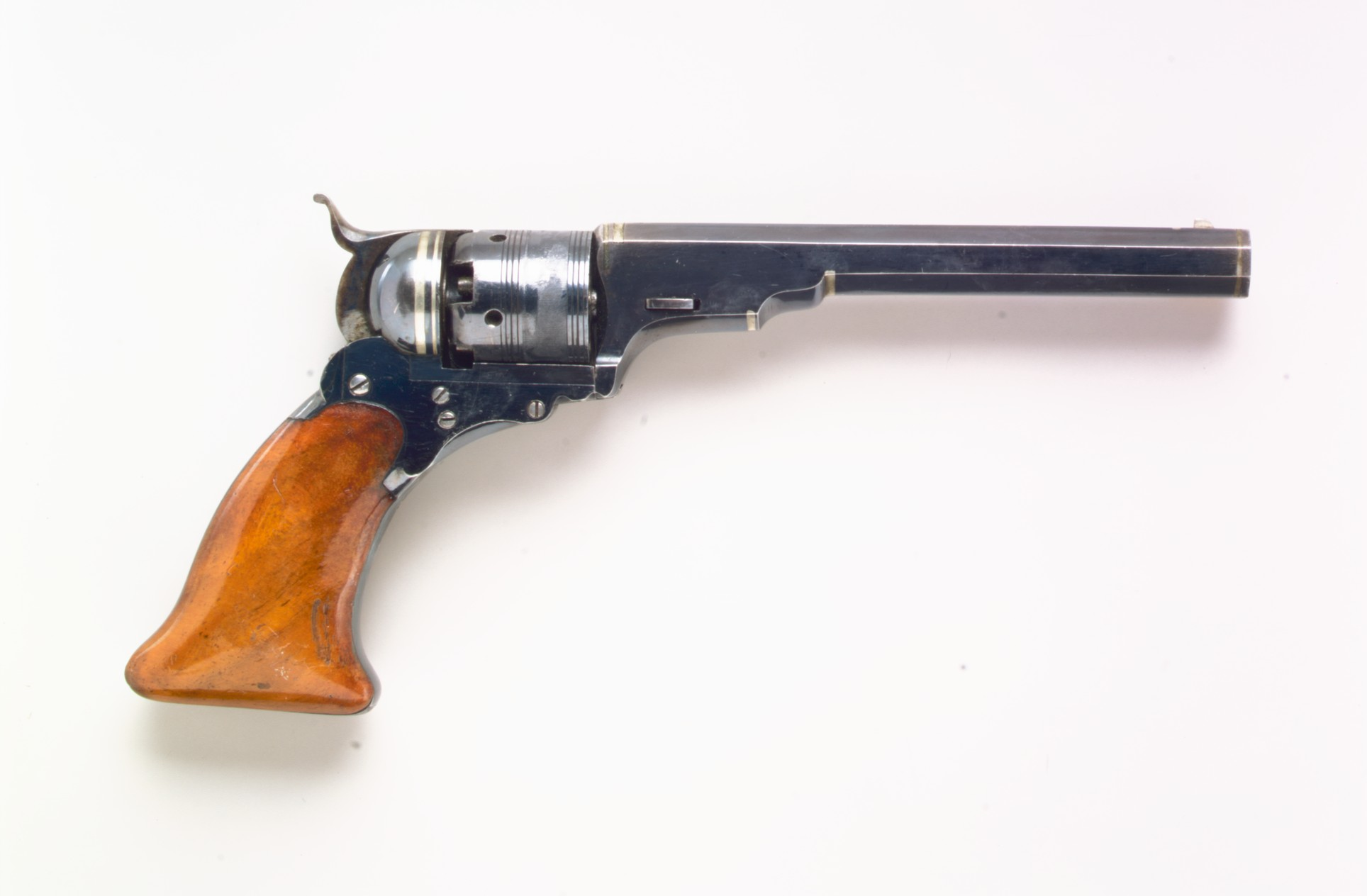
Colt Paterson Percussion Revolver, No. 3, Belt Model, Serial no. 156 (ca. 1838)
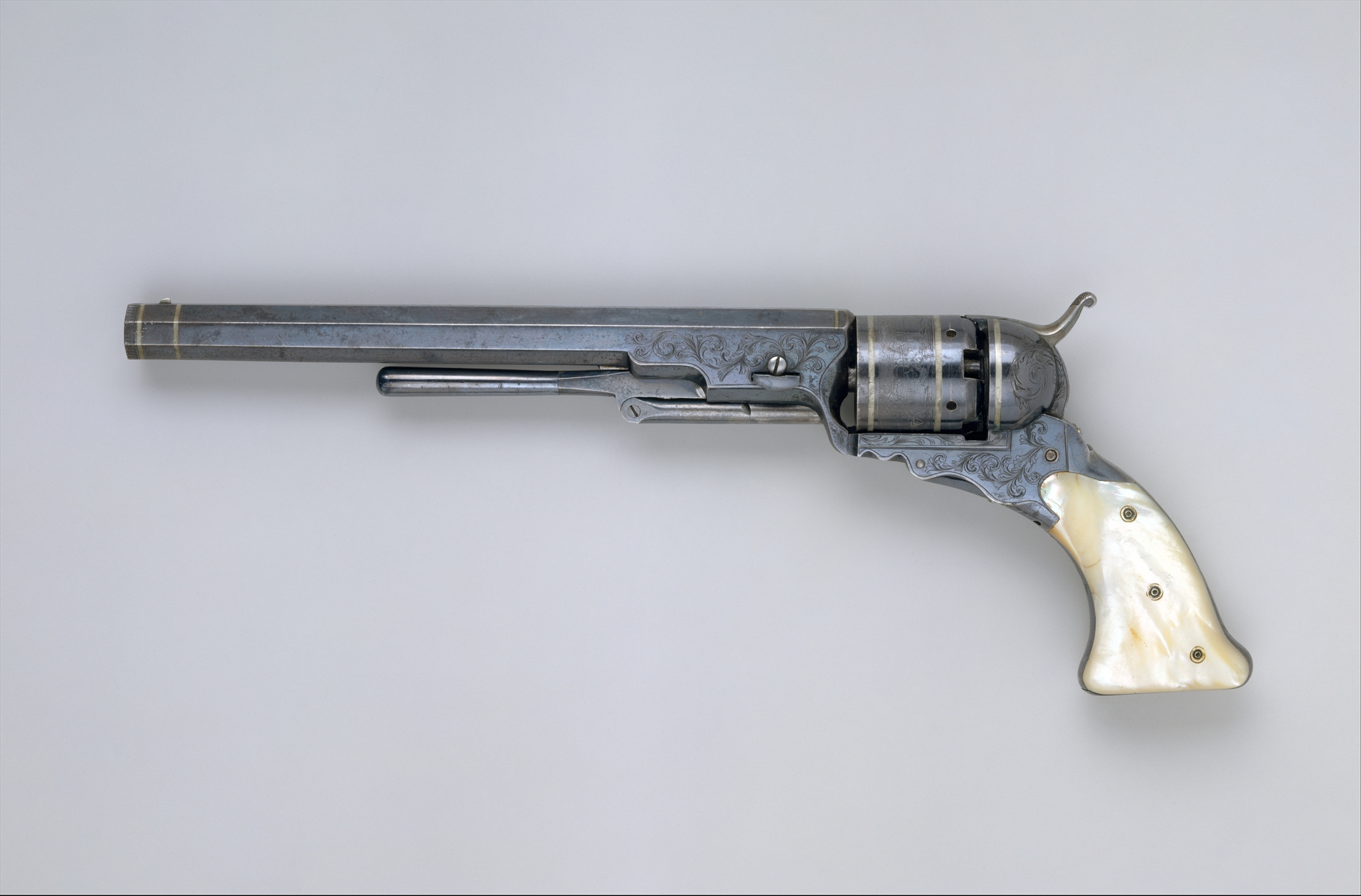
Colt Paterson Percussion Revolver, No. 5, Holster Model (ca. 1840)
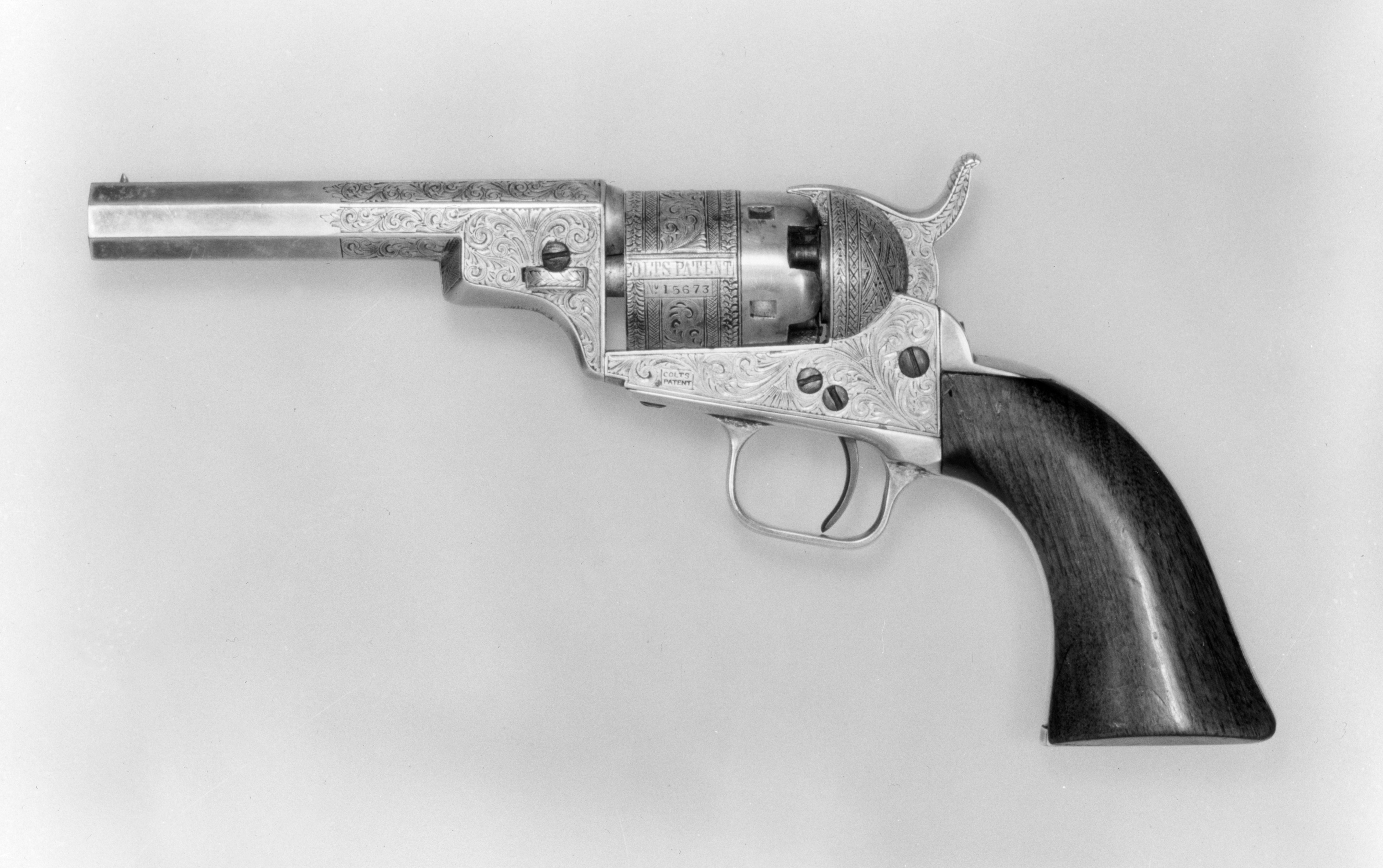
"Wells Fargo" Colt Revolver (ca. 1851)
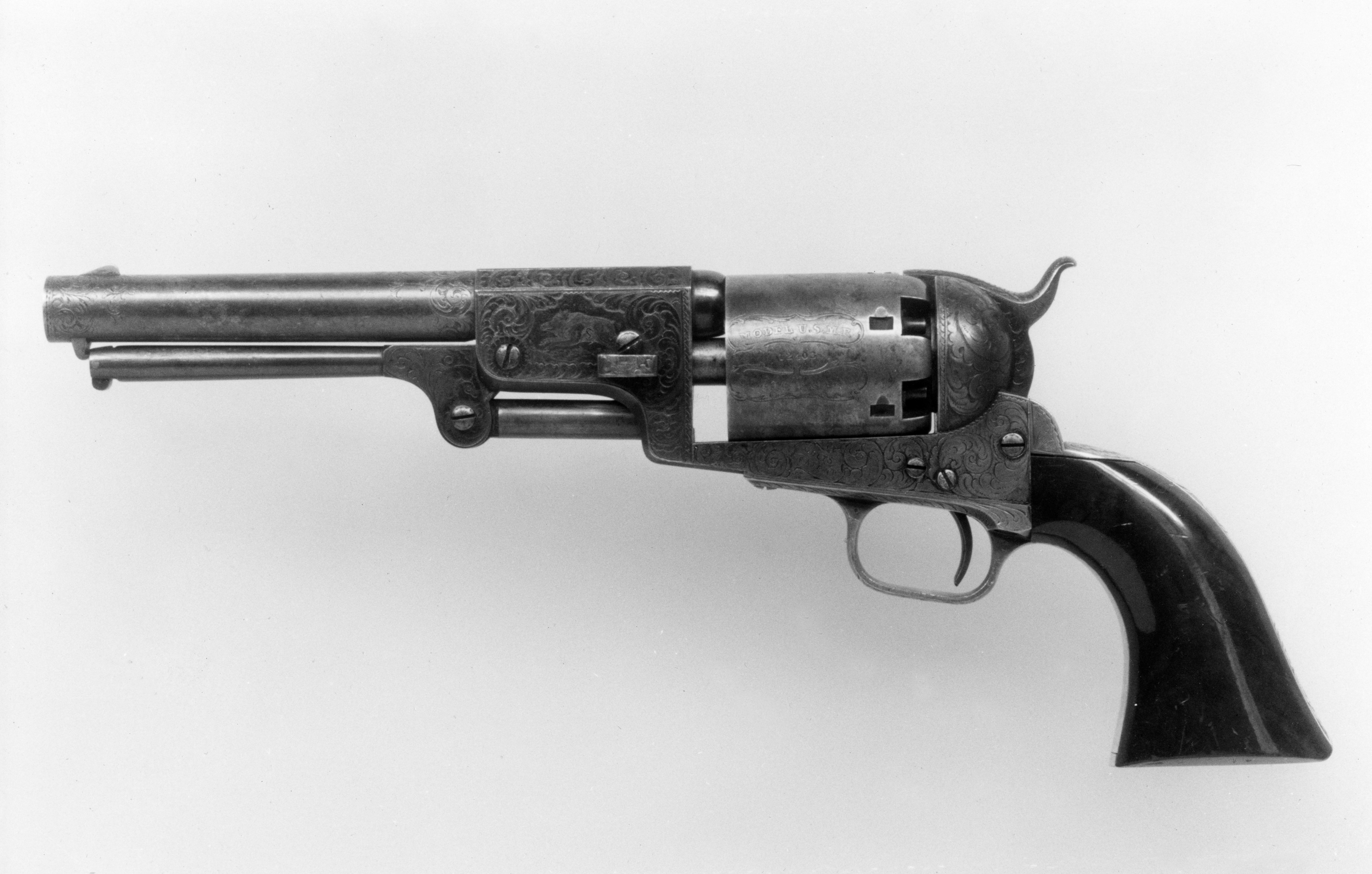
Colt Dragoon Percussion Revolver, Third Model, serial no. 12403 (1852)
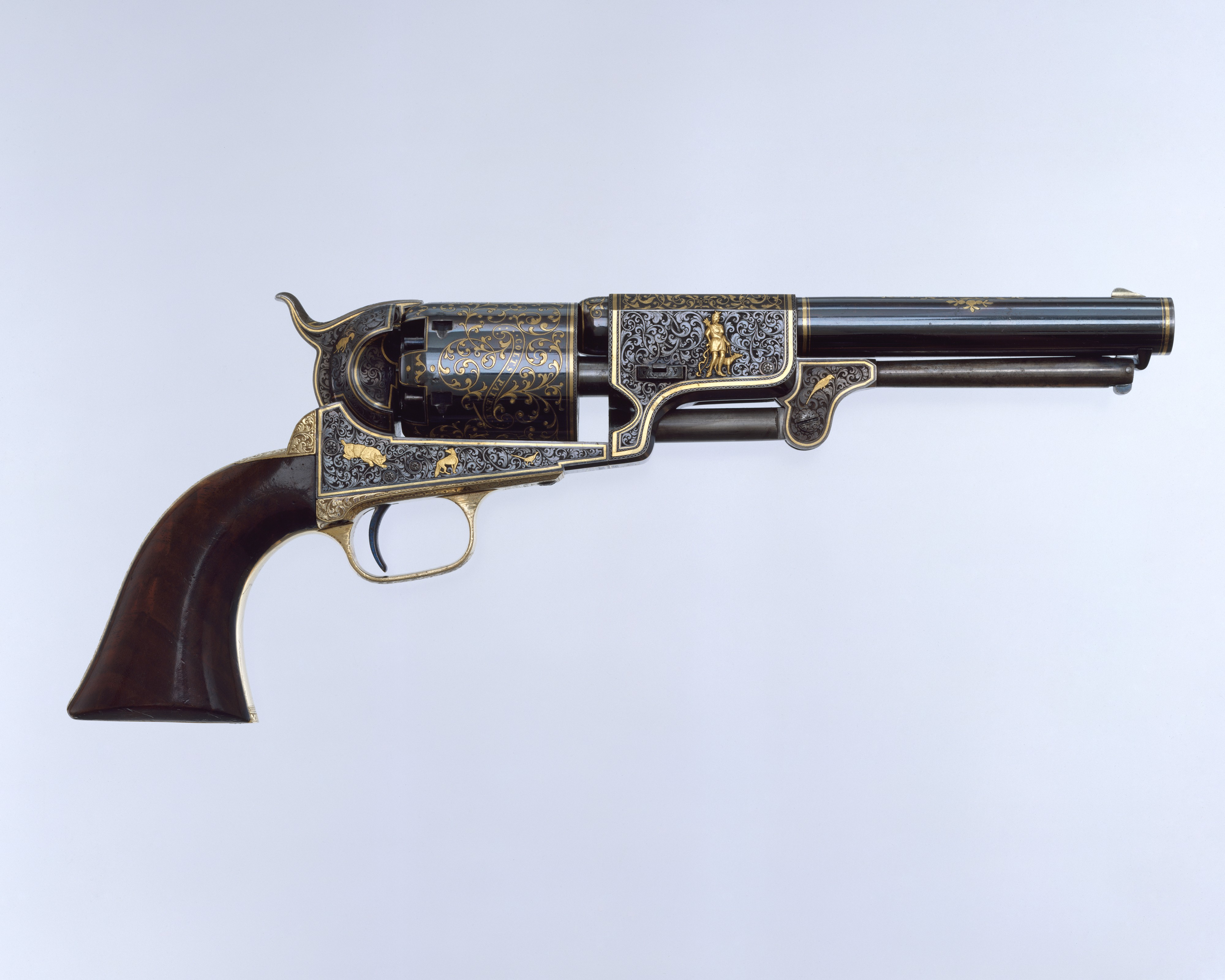
Colt Third Model Dragoon Percussion Revolver, Serial Number 12406 (ca. 1853)
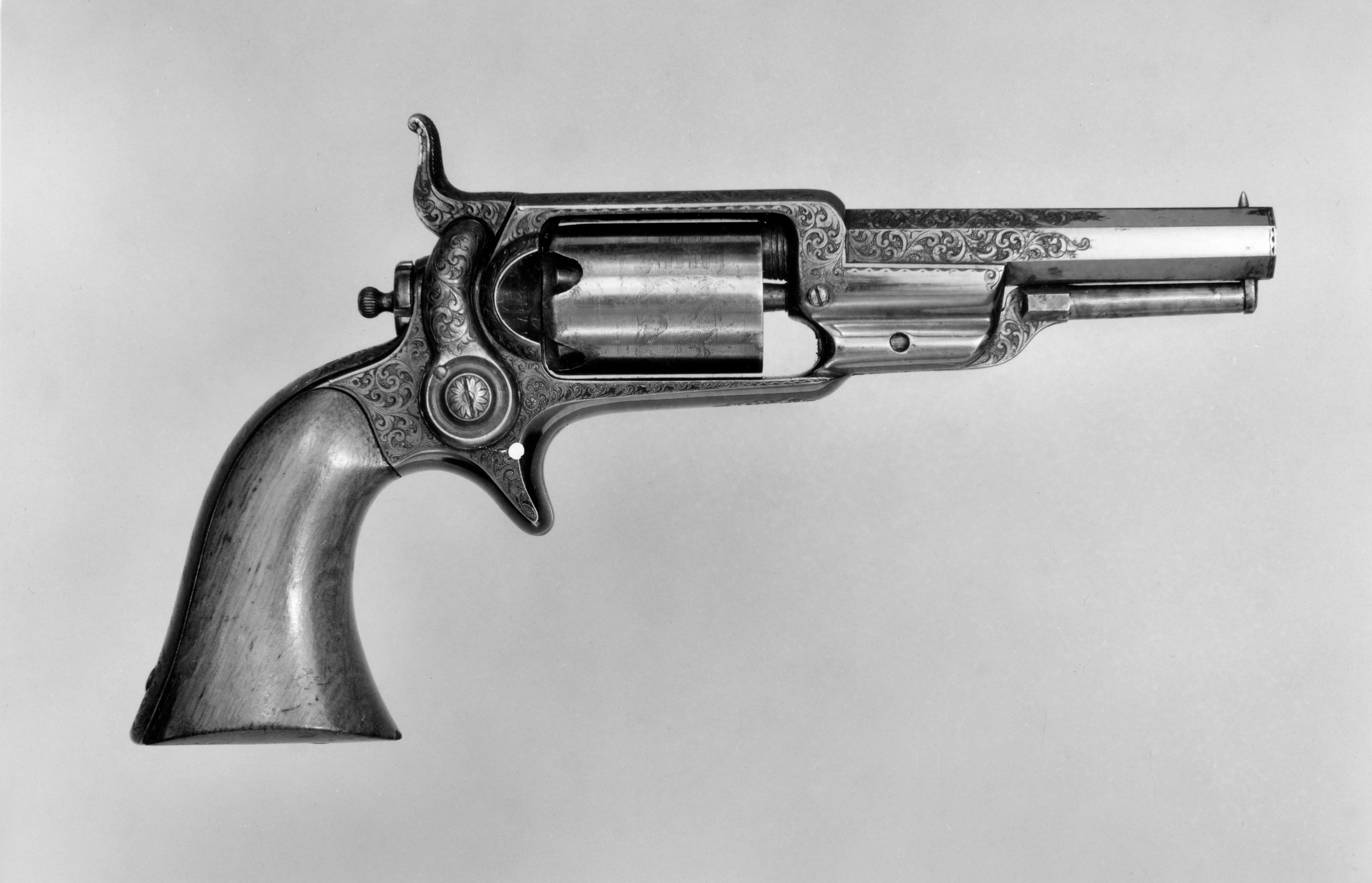
Colt Model 1855 Pocket Percussion Revolver, Serial no. 4460 (1855)
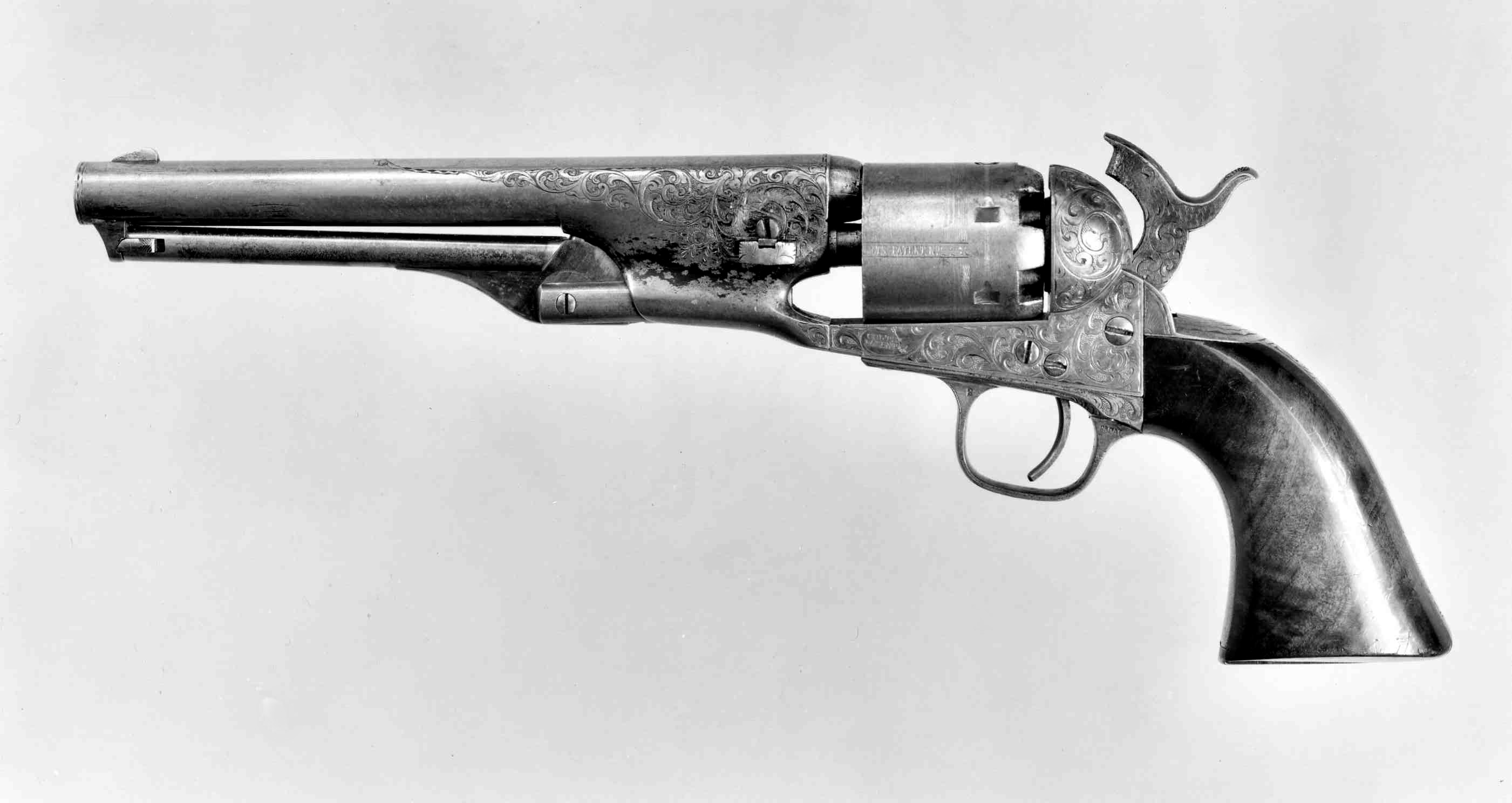
Colt Model 1861 Navy Percussion Revolver, serial no. 12240 (1863)
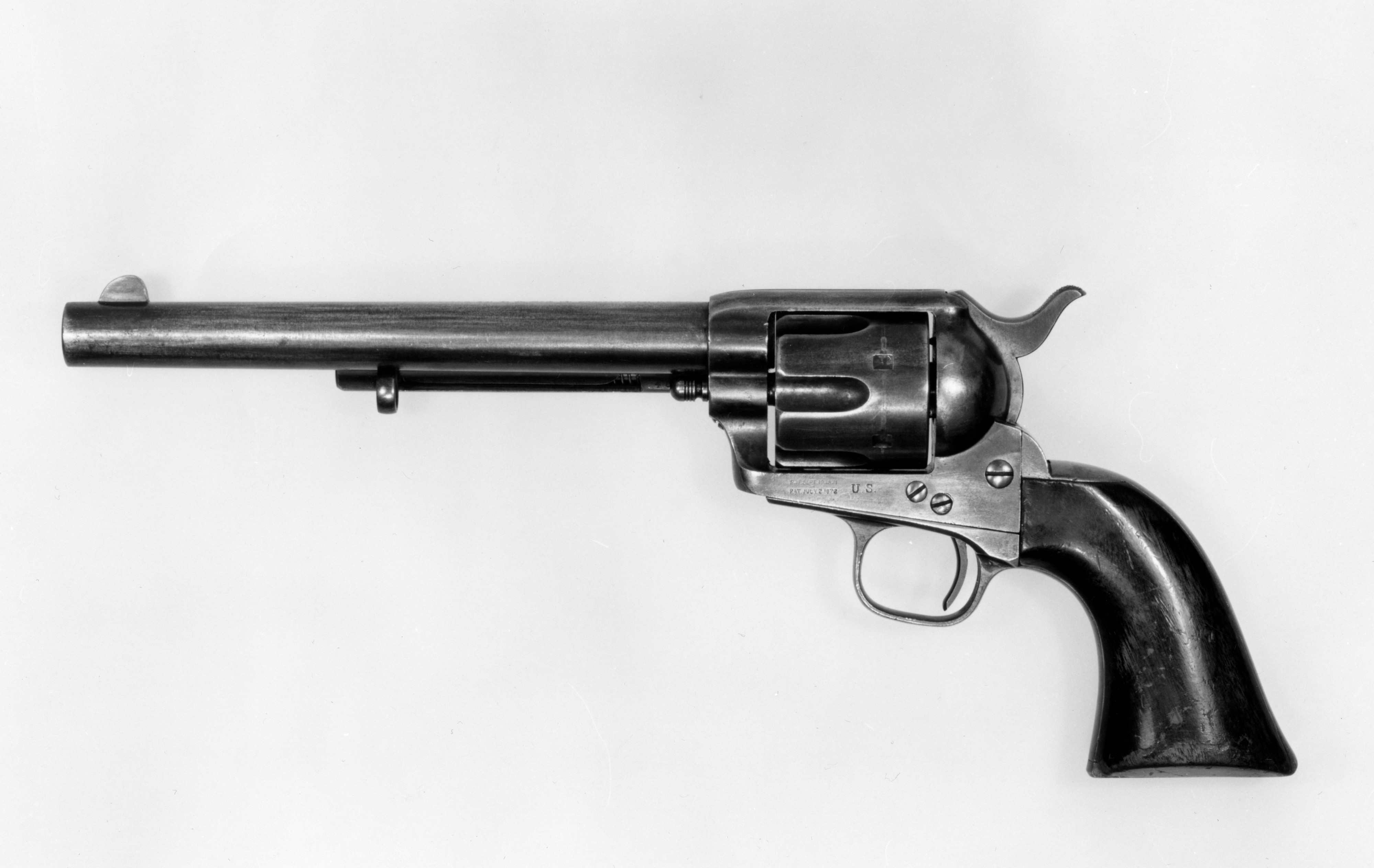
"Peacemaker" Colt Single-Action Army Revolver, serial no. 4519 (1874)